# Лаура Препон
Ла́ура (Лора) Ге́лен Препо́н (Припон, англ. Laura Helene Prepon; нар. 7 березня 1980) — американська акторка, режисерка та модель. Здобула популярність завдяки ролі Донни Пінчіотті у серіалі «Шоу 70-х» (1998—2006) на телеканалі «Fox». Лауреатка премії «Satellite» 2013 року за роль Алекс Воуз в серіалі «Помаранчевий — хіт сезону» (2013—2019). 2001 року дебютувала у кіно зі стрічкою «Південець. Щоденник зневіреного музиканта». Серед інших її кіноробіт: «Приходь раніше» (2006), «Фортуна Вегаса» (2012), «Дівчина у потягу» (2016) та «Герой» (2017).

## Біографія
Лаура Препон народилася 7 березня 1980 р. в місті Ватчунг в штаті Нью-Джерсі, наймолодшою з чотирьох дітей в сім'ї російських євреїв і ірландських католиків.
Її кар'єра почалася на телебаченні в 1995 р. Окрім цього, також працювала моделлю в Парижі, Мілані та Бразилії. З 1998 по 2006 рр. виконувала роль Донни Пінчіотті в популярному телевізійному ситкомі «Шоу 70-их». У 2004 р. фотографія Препон з'явилася на обкладинці журналу «Maxim». Того ж року вона виступила продюсеркою у фільмі «Світляк», у якому також виконала роль Анжевін Дувет.
У кіно вона також відома ролями у фільмах «Карла» (2006) і «Приходь раніше» (2006). Серед інших її кіноробіт: «Фортуна Вегаса» (2012), «Дівчина у потягу» (2016) та «Герой» (2017).

## Особисте життя
У 1999—2007 роках зустрічалася з Крістофером Мастерсоном, молодшим братом актора Денні Мастерсона, її колеги по «Шоу 70-х». Пізніше протягом кількох років зустрічалася з актором Скоттом Майклом Фостером, з яким розійшлась 2013 року.
У серпні 2017 року народила доньку Еллу, а у червні 2018 року одружилася з актором Беном Фостером. Другу дитину народила у лютому 2020.
1999 року захопилася саєнтологією. У 2021 стало відомо, що вона не практикує саєнтологію з 2016 року і саєнтологія більше не є частиною її життя.

## Фільмографія
| Рік       |    | Українська назва                                  | Оригінальна назва                          | Роль                                              |
| --------- | -- | ------------------------------------------------- | ------------------------------------------ | ------------------------------------------------- |
| 2013—2019 | с  | Помаранчевий — хіт сезону                         | Orange Is the New Black                    | Алекс Воуз (головна роль); режисерка 3-х епізодів |
| 2017      | ф  | Герой                                             | The Hero                                   | Шарлотта Ділан                                    |
| 2016      | ф  | Дівчина у потягу                                  | The Girl on the Train                      | Кеті                                              |
| 2012      | ф  | Кухня                                             | The Kitchen                                | Дженніфер                                         |
| 2012      | с  | Чоловіча робота (2012—2014)                       | Men at Work                                | Ганна (епізод 1.07)                               |
| 2012      | с  | Ти там, Челсі? (2012—2014)                        | Are You There, Chelsea?                    | Челсі Ньюман (головна роль)                       |
| 2012      | ф  | Фортуна Вегаса                                    | Lay the Favorite                           | Голлі                                             |
| 2011      | тф |                                                   | Neighbros                                  | Ель Буґі; режисерка фільму                        |
| 2011      | тф |                                                   | The Killing Game                           | Ів Данкан                                         |
| 2011      | в  | Шоу 70-х: Святковий випуск                        | That '70s Show: Holiday Edition            | Донна Пінчотті                                    |
| 2011      | с  |                                                   | Love Bites                                 | Алекс (епізод 1.03)                               |
| 2011      | с  | Касл (2009—2016)                                  | Castle                                     | Наталі Роудз (епізод 3.11)                        |
| 2009—2010 | с  | Як я зустрів вашу маму (2005—2014)                | How I Met Your Mother                      | Карен (3 епізоди)                                 |
| 2010      | с  | Доктор Хаус (2004—2012)                           | House M.D.                                 | Френкі (епізод 6.14)                              |
| 2010      | с  | Медіум (2005—2011)                                | Medium                                     | Кіра Г'юдак (епізод 6.15)                         |
| 2009      | с  | На видноті (2008-2012)                            | In Plain Sight                             | Лорен Гефферман (епізод 2.08)                     |
| 2007—2008 | с  | Жовтнева дорога                                   | October Road                               | Ганна Джейн Деніел (головна роль)                 |
| 2007      | мф | Обраний                                           | The Chosen One                             | Рейчел Крус (голос)                               |
| 2007      | кф | Якось у казці                                     | Once Upon a Time                           | Лісова відьма                                     |
| 1998—2006 | с  | Шоу 70-х                                          | That '70s Show                             | Донна Пінчотті (головна роль, 200 епізодів)       |
| 2006      | тф | Шоу 70-х: Остаточне прощання (спеціальний випуск) | That '70s Show Special: The Final Goodbye  | Донна Пінчотті                                    |
| 2006      | ф  | Приходь зранку раніше                             | Come Early Morning                         | Кім                                               |
| 2006      | ф  | Карла                                             | Karla                                      | Карла, дружина                                    |
| 2005      | тф |                                                   | Romancing the Bride                        | Мелісса                                           |
| 2004      | вг | Halo 2                                            |                                            | морпіх (голос)                                    |
| 2004      | с  | Король гори (1997—2010)                           | King of the Hill                           | Ейпріл (голос, епізод 8.22)                       |
| 2004      | ф  |                                                   | The Pornographer: A Love Story             |                                                   |
| 2004      | ф  | Блискавка                                         | Lightning Bug                              | Анжевін Дувет (буквально «Анжуйська Перина»)      |
| 2002      | ф  | Чуваки                                            | Slackers                                   | Ріанна                                            |
| 2001      | ф  | Саутлендер. Щоденник відчайдушного музиканта      | Southlander: Diary of a Desperate Musician | 7=5                                               |